# Titularbistum Fundi
Fundi (ital.: Fondi) ist ein Titularbistum der römisch-katholischen Kirche.
Es geht zurück auf einen untergegangenen Bischofssitz in der gleichnamigen antiken Stadt, die in der Landschaft Latium an der Westküste der Italienischen Halbinsel an der Stelle der heutigen Stadt Fondi lag.
| Titularbischöfe von Fundi |                                                 |                                          |                   |                  |
| Nr.                       | Name                                            | Amt                                      | von               | bis              |
| 1                         | Ubaldo Calabresi Titularerzbischof pro hac vice | Apostolischer Nuntius                    | 3. Juli 1969      | 14. Juni 2004    |
| 2                         | Luigi Ernesto Palletti                          | Weihbischof in Genua (Italien)           | 18. Dezember 2004 | 20. Oktober 2012 |
| 3                         | Giuseppe Sciacca                                | Auditor Camerae der Apostolischen Kammer | 10. November 2012 |                  |